# Xã White Oak, Quận Warren, Iowa
Xã White Oak (tiếng Anh: White Oak Township) là một xã thuộc quận Warren, tiểu bang Iowa, Hoa Kỳ. Năm 2010, dân số của xã này là 927 người.